# Pellenes lapponicus
Pellenes lapponicus là một loài nhện trong họ Salticidae.
Loài này thuộc chi Pellenes. Pellenes lapponicus được Sundevall miêu tả năm 1833.